# Hadim Hasan Pascià
Hadim Hasan Pascià o Hadım Hasan Pascià Sokolli (... – Istanbul, 1598) è stato un politico ottomano di origine albanese.
Fu un gran visir albanese dell'Impero ottomano dal 1597 al 1598. Fu anche governatore ottomano dell'Egitto dal 1580 al 1583.

## Biografia
Ricoprì vari incarichi nel palazzo e nel giugno 1580 fu nominato governatore dell'Egitto al posto di Mesih Pascià, ma a causa di varie denunce fu revocato nel maggio 1583 e imprigionato a Yedikule; dopo aver fatto alcuni doni a Nûr Bânû Sultan, madre di Murat III, fu graziato e nominato governatore dell'Anatolia (c.1584) fino a quando nel giugno 1585 si unì all'esercito ottomano a Sivas che doveva combattere la Persia sotto la guida di Özdemiroğlu Osman Pascià; partecipò alla battaglia di Alivar e dopo la conquista di Tabriz nel settembre del 1585 rimase in campagna contro i Persiani.
Nell'ottobre 1586 Ferhad Pascià fu nuovamente nominato governatore di Anadolu e nell'ottobre 1588 sostituì il defunto Djafar Pascià come governatore di Shirvan. Mehmet III lo convocò a palazzo nel luglio 1595 e lo nominò quarto visir e mentre il sultano era in campagna a Eğri agì temporaneamente come gran visir e impedì l'ingresso nella capitale di Hocazade Esad Efendi, figlio di Hoca Sadeddin Efendi, di quale era stato nominato cadi, e mantenne in carica Akhi-zade e al-Halim Efendi. Nel dicembre 1596, come caimacan e terzo visir, organizzò il ricevimento di Mehmet III al suo ritorno dalla campagna. Il 3 novembre 1597, passando sopra il secondo visir Djerrah Mehmed Pascià, fu nominato dal sultano gran visir al posto del bosniaco Damat İbrahim Pascià.
Il suo grande visir era basso. Alla morte del Sheikh ul-Islam Bostanzade Mehmed Efendi, si rifiutò di nominare il candidato scelto dal sultano, che era Khodja Sad al-Din, e furono nominati il poeta Baki Efendi e Karaçelebizade Abdülaziz Efendi. Questo unì i suoi avversari, guidati dallo stesso Khodja Sad al-Din, il capo militare Ghazanfer Agha e il capo dei giannizzeri Tirnadji Hasan Agha (da cui aveva chiesto l'esecuzione del sultano). Insieme i tre hanno ottenuto il licenziamento per corruzione. Fu arrestato l'8 aprile 1598 e imprigionato a Yedikule. È stato giustiziato sei giorni dopo; le sue proprietà furono confiscate.
Aveva un figlio di nome Sokolli Mehmed Pasha che prese parte alla campagna Agri del 1596 e fu un beilerbi della Rumelia.